# Ліга Каріока
Ліга Каріока (порт.-браз. Campeonato Carioca de Futebol — Campeonato Estadual do Rio de Janeiro) — чемпіонат штату Ріо-де-Жанейро (Бразилія) з футболу. Ліга Каріока проводиться під егідою Федерації футболу штату Ріо-де-Жанейро (ФФШРЖ) (порт.-браз. Federação de Futebol do Estado do Rio de Janeiro). Членами ліги є 108 клубів, які виступають в дивізіонах з 1-го по 3-й рівні.
До 1960 року Ліга Каріока відносилась до Федерального округу Бразилії, оскільки Ріо-де-Жанейро був столицею країни. Зараз першість Федерального округу проводиться у сучасному Федеральному окрузі з центром в місті Бразиліа — Ліга Бразільєнсе. В 1960—1975 роках Ліга Каріока відносилась до штату Гуанабара, потім цей штат об'єднався зі штатом Ріо-де-Жанейро.
Ліга Каріока поступається по силі в Бразилії згідно з рейтингом КБФ тільки Лізі Пауліста. Протягом всієї історії в Лізі виділилися 4 яскраво-виражених клубу-лідера: «Флуміненсе», «Фламенго», «Васко да Гама» і «Ботафого».
Дві найгірші команди за підсумками сезону вилітають у Другій дивізіон. Як і інші чемпіонати штатів, Ліга Каріока практично не пов'язана з системою футбольних ліг Бразилії. У Лізі Каріока беруть участь всі найсильніші клуби штату незалежно від того, в якій Серії вона бере участь у Бразилії. Єдиний зв'язок з лігами країни полягає в тому, що дві кращі команди штату з числа задіяних в загальнобразильских турнірах, отримають путівку в Серію D чемпіонату Бразилії, а також в Кубок Бразилії.

## Значення слова Каріока
Слово «Каріока» означає приналежність до штату та міста Ріо-де-Жанейро. Цим словом в Бразилії позначають все, що вироблено в цьому штаті (прикметник), а також людей — вихідців з цього штату (іменник). Один з яскравих прикладів — футболіст Рафаел Каріока.

## Чемпіони
- 1906 — Флуміненсе
- 1907 — Флуміненсе; 
Ботафого[b]
- 1908 — Флуміненсе
- 1909 — Флуміненсе
- 1910 — Ботафого
- 1911 — Флуміненсе
- 1912 — Пайсанду
- 1912[c] — Ботафого
- 1913 — Америка РЖ
- 1914 — Фламенго
- 1915 — Фламенго
- 1916 — Америка РЖ
- 1917 — Флуміненсе
- 1918 — Флуміненсе
- 1919 — Флуміненсе
- 1920 — Фламенго
- 1921 — Фламенго
- 1922 — Америка РЖ
- 1923 — Васко да Гама
- 1924[d] — Флуміненсе
- 1924 — Васко да Гама
- 1925 — Фламенго
- 1926 — Сан-Кристован
- 1927 — Фламенго
- 1928 — Америка РЖ
- 1929 — Васко да Гама
- 1930 — Ботафого
- 1931 — Америка РЖ
- 1932 — Ботафого
- 1933[d] — Ботафого
- 1933[e] — Бангу
- 1934[e] — Васко да Гама
- 1934[d] — Ботафого
- 1935 — Ботафого
- 1935[e] — Америка РЖ
- 1936 — Васко да Гама
- 1936[e] — Флуміненсе
- 1937 — Флуміненсе
- 1938 — Флуміненсе
- 1939 — Фламенго
- 1940 — Флуміненсе
- 1941 — Флуміненсе
- 1942 — Фламенго
- 1943 — Фламенго
- 1944 — Фламенго
- 1945 — Васко да Гама
- 1946 — Флуміненсе
- 1947 — Васко да Гама
- 1948 — Ботафого
- 1949 — Васко да Гама
- 1950 — Васко да Гама
- 1951 — Флуміненсе
- 1952 — Васко да Гама
- 1953 — Фламенго
- 1954 — Фламенго
- 1955 — Фламенго
- 1956 — Васко да Гама
- 1957 — Ботафого
- 1958 — Васко да Гама
- 1959 — Флуміненсе
- 1960 — Америка РЖ
- 1961 — Ботафого
- 1962 — Ботафого
- 1963 — Фламенго
- 1964 — Флуміненсе
- 1965 — Фламенго
- 1966 — Бангу
- 1967 — Ботафого
- 1968 — Ботафого
- 1969 — Флуміненсе
- 1970 — Васко да Гама
- 1971 — Флуміненсе
- 1972 — Фламенго
- 1973 — Флуміненсе
- 1974 — Фламенго
- 1975 — Флуміненсе
- 1976 — Флуміненсе
- 1977 — Васко да Гама
- 1978 — Фламенго
- 1979 — Фламенго
- 1979 Extra — Фламенго
- 1980 — Флуміненсе
- 1981 — Фламенго
- 1982 — Васко да Гама
- 1983 — Флуміненсе
- 1984 — Флуміненсе
- 1985 — Флуміненсе
- 1986 — Фламенго
- 1987 — Васко да Гама
- 1988 — Васко да Гама
- 1989 — Ботафого
- 1990 — Ботафого
- 1991 — Фламенго
- 1992 — Васко да Гама
- 1993 — Васко да Гама
- 1994 — Васко да Гама
- 1995 — Флуміненсе
- 1996 — Фламенго
- 1997 — Ботафого
- 1998 — Васко да Гама
- 1999 — Фламенго
- 2000 — Фламенго
- 2001 — Фламенго
- 2002 — Флуміненсе
- 2003 — Васко да Гама
- 2004 — Фламенго
- 2005 — Флуміненсе
- 2006 — Ботафого
- 2007 — Фламенго
- 2008 — Фламенго
- 2009 — Фламенго
- 2010 — Ботафого
- 2011 — Фламенго
- 2012 — Флуміненсе
- 2013 — Ботафого
- 2014 — Фламенго
- 2015 — Васко да Гама
- 2016 — Васко да Гама
- 2017 — Фламенго
- 2018 — Ботафого
- 2019 — Фламенго
- 2020 — Фламенго
- 2021 — Фламенго
- 2022 — Флуміненсе
- 2023 — Флуміненсе
- 2024 — Фламенго

## Досягнення клубів
- Фламенгу — 38
- Флуміненсе — 33
- Васко да Гама — 24
- Ботафого — 21
- Америка — 7
- Бангу — 2
- Сан-Крістован — 1
- Пайсанду — 1 (футбольний клуб не існує, залишилася лише атлетична секція)